# Dogneville
Dogneville là một xã, nằm ở tỉnh Vosges trong vùng Grand Est của Pháp. Xã này có diện tích 11,42 km², dân số năm 1999 là 1464 người. Xã này nằm ở khu vực có độ cao trung bình 310 m trên mực nước biển.
Dân địa phương tiếng Pháp gọi là Bianlouts.

## Biến động dân số
| 1793 | 1800 | 1806 | 1821 | 1831 | 1836 | 1841 | 1846 | 1851 |
| ---- | ---- | ---- | ---- | ---- | ---- | ---- | ---- | ---- |
| 505  | 537  | 533  | 544  | 638  | 671  | 690  | 746  | abs. |

| 1856 | 1861 | 1866 | 1872 | 1876  | 1881 | 1886 | 1891 | 1896 |
| ---- | ---- | ---- | ---- | ----- | ---- | ---- | ---- | ---- |
| 779  | 781  | 810  | abs. | 1 048 | 844  | 909  | 923  | 908  |

| 1901 | 1906 | 1911 | 1921 | 1926 | 1931 | 1936 | 1946 | 1954 |
| ---- | ---- | ---- | ---- | ---- | ---- | ---- | ---- | ---- |
| 835  | 845  | 986  | 782  | 785  | 826  | 846  | 758  | 813  |

| 1962                                         | 1968 | 1975  | 1982  | 1990  | 1999  | - | - | - |
| -------------------------------------------- | ---- | ----- | ----- | ----- | ----- | - | - | - |
| 818                                          | 889  | 1 009 | 1 101 | 1 313 | 1 464 | - | - | - |
| Số liệu kể từ 1962 : dân số không tính trùng |      |       |       |       |       |   |   |   |